# Cantó de Rives
El cantó de Rives  és un cantó francès del departament de la Isèra, situat al districte de Grenoble. Té 12 municipis i el cap és Rives.

## Municipis
- Beaucroissant
- Charnècles
- Izeaux
- Moirans
- La Murette
- Réaumont
- Renage
- Rives
- Saint-Blaise-du-Buis
- Saint-Cassien
- Saint-Jean-de-Moirans
- Vourey

## Història
| Data d'elecció                           | Identitat     | Partit          | Qualitat |
| ---------------------------------------- | ------------- | --------------- | -------- |
| 1945-1951                                | M. Bertrand   | SFIO            |          |
| 1951-1976                                | Louis Barran  | MRP, després CD |          |
| 1976-                                    | Robert Veyret | PCF             |          |
| les dades anteriors no són pas conegudes |               |                 |          |
|                                          |               |                 |          |

## Demografia
| 1962   | 1968   | 1975   | 1982   | 1990   | 1999   | 2007   |
| ------ | ------ | ------ | ------ | ------ | ------ | ------ |
| 17.142 | 19.056 | 20.815 | 23.971 | 27.169 | 29.316 | 31.502 |